# Bauhinia hypochrysa
Bauhinia hypochrysa är en ärtväxtart som beskrevs av T. Chen. Bauhinia hypochrysa ingår i släktet Bauhinia och familjen ärtväxter. Inga underarter finns listade i Catalogue of Life.